# 北克拉克353號
北克拉克353號（353 North Clark）是美國伊利諾州芝加哥一幢高199公尺的摩天大樓，共44層。該建築2007年4月開始建造，2009年10月完工，其建築設計師為德克·羅涵（Dirk Lohan）。

## 外部連結
- （页面存档备份，存于） Official website
- （页面存档备份，存于） 353 North Clark on Emporis
- （页面存档备份，存于） 353 North Clark Skyscraperpage